# Meram
Meram là một huyện thuộc tỉnh Konya, Thổ Nhĩ Kỳ. Huyện có diện tích 1680 km² và dân số thời điểm năm 2007 là 304696 người, mật độ 181 người/km².